# Oswald Sigg
Oswald Sigg, född 1944 i Zürich, är en schweizisk journalist och författare. I augusti 2005 valdes han till vice-kansler för Schweiz och regeringens talesperson. Han innehade posten som talesperson till pensionen, den 31 mars 2009, då efterträdaren André Simonazzi tog över.